# Вукојевић
Вукојевић је јужнословенско презиме. Значајни људи са овим презименом су:
- Игор Вукојевић (1975), босанскохерцеговачки певач
- Леа Вукојевић (1993), хрватска рукометашица
- Огњен Вукојевић (1983), хрватски фудбалер